# Thành Đồng Hới

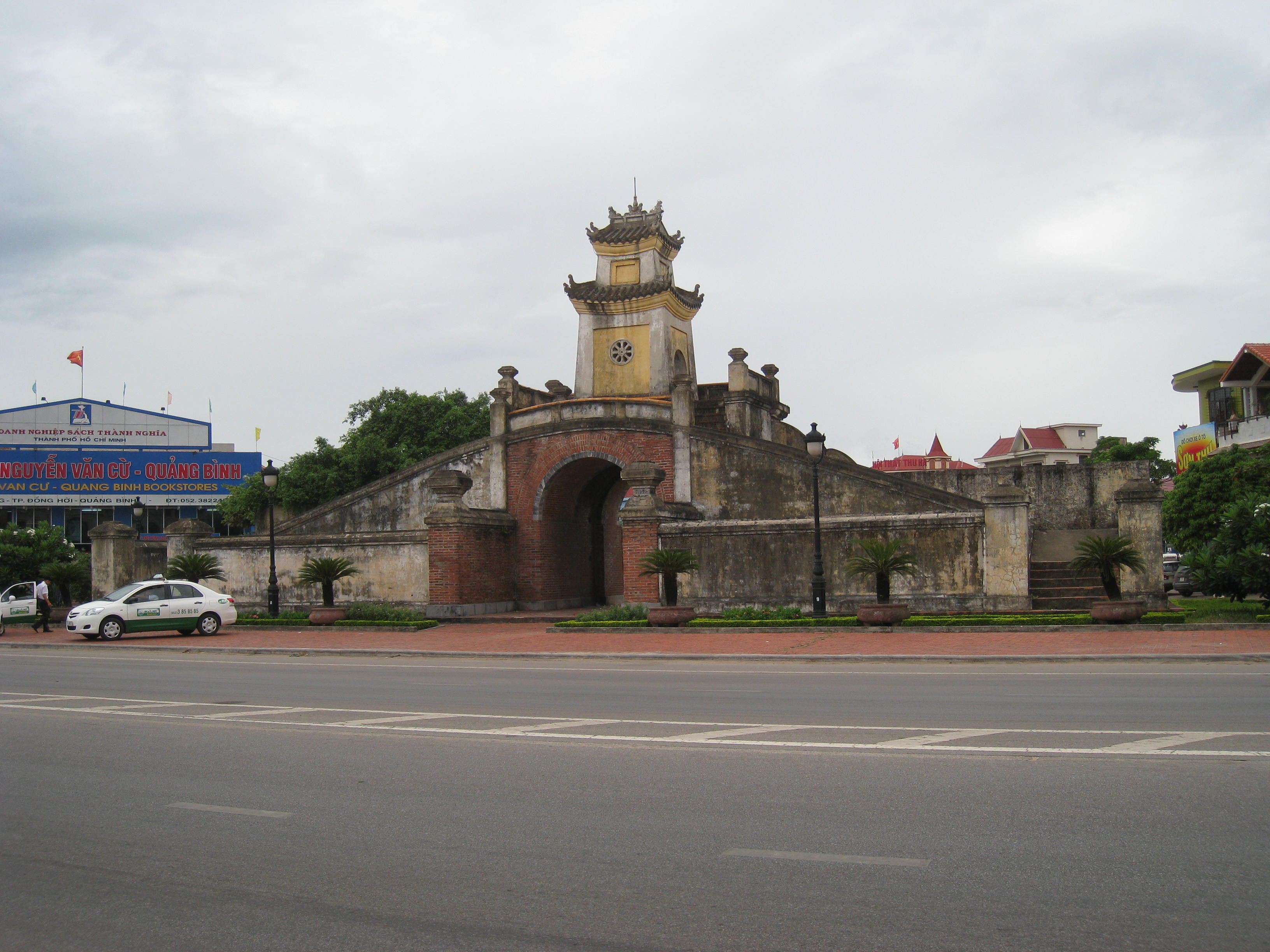
Di tích cổng Bắc thành Đồng Hới

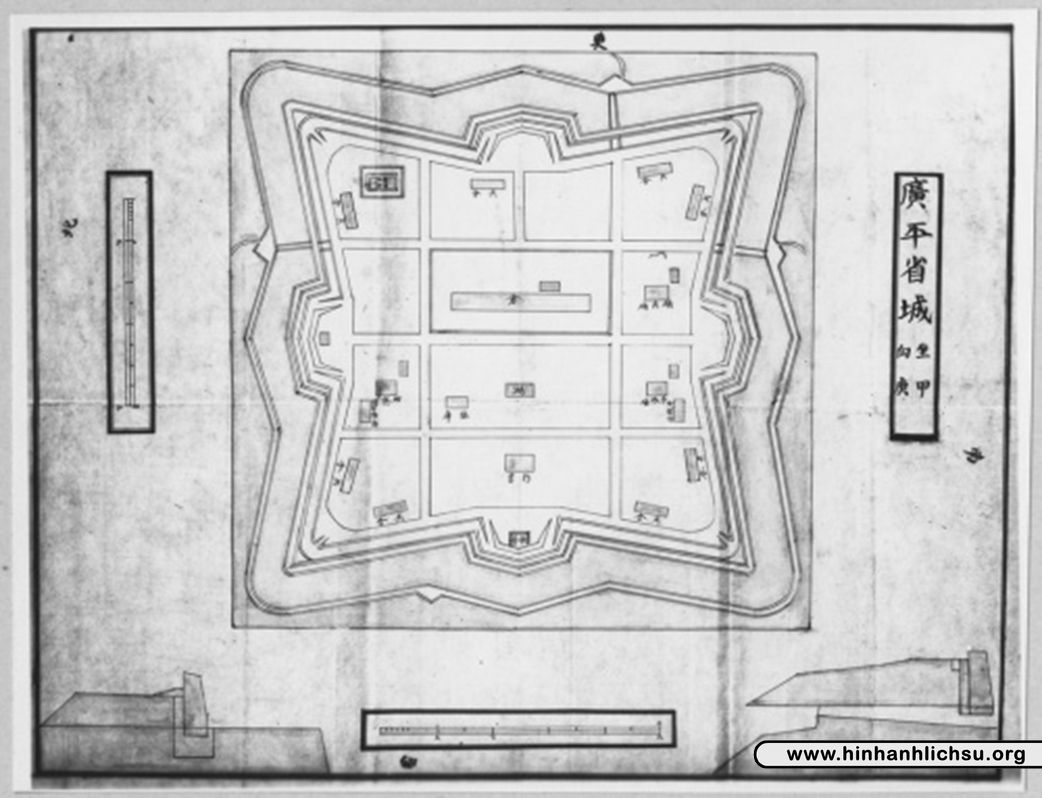
Bản vẽ thành Đồng Hới

Thành Đồng Hới hay Thành cổ Đồng Hới, còn gọi là Thành cổ Quảng Bình, là một di tích kiến trúc quân sự toạ lạc tại trung tâm thành phố Đồng Hới, tỉnh Quảng Bình, Việt Nam. Thành được hình thành từ đồn binh Động Hải trong hệ thống lũy Thầy (còn được mệnh danh là "Định Bắc trường thành"), được xây dựng dưới thời chúa Nguyễn Phúc Nguyên để canh giữ Quảng Bình quan và chống lại chúa Trịnh. Đến thời Gia Long, Minh Mạng, thành được mở rộng và xây dựng kiên cố theo kiến trúc Vauban, trở thành thành sở của tỉnh Quảng Bình. Thành bị phá huỷ hầu hết bởi lực lượng không quân Mỹ trong Chiến dịch Sấm Rền. Ngày nay, di tích còn lại của toà thành bao gồm Quảng Bình quan, các cổng thành và một số đoạn tường thành được phục chế.

## Lược sử

### Chốt chặn Trịnh quân

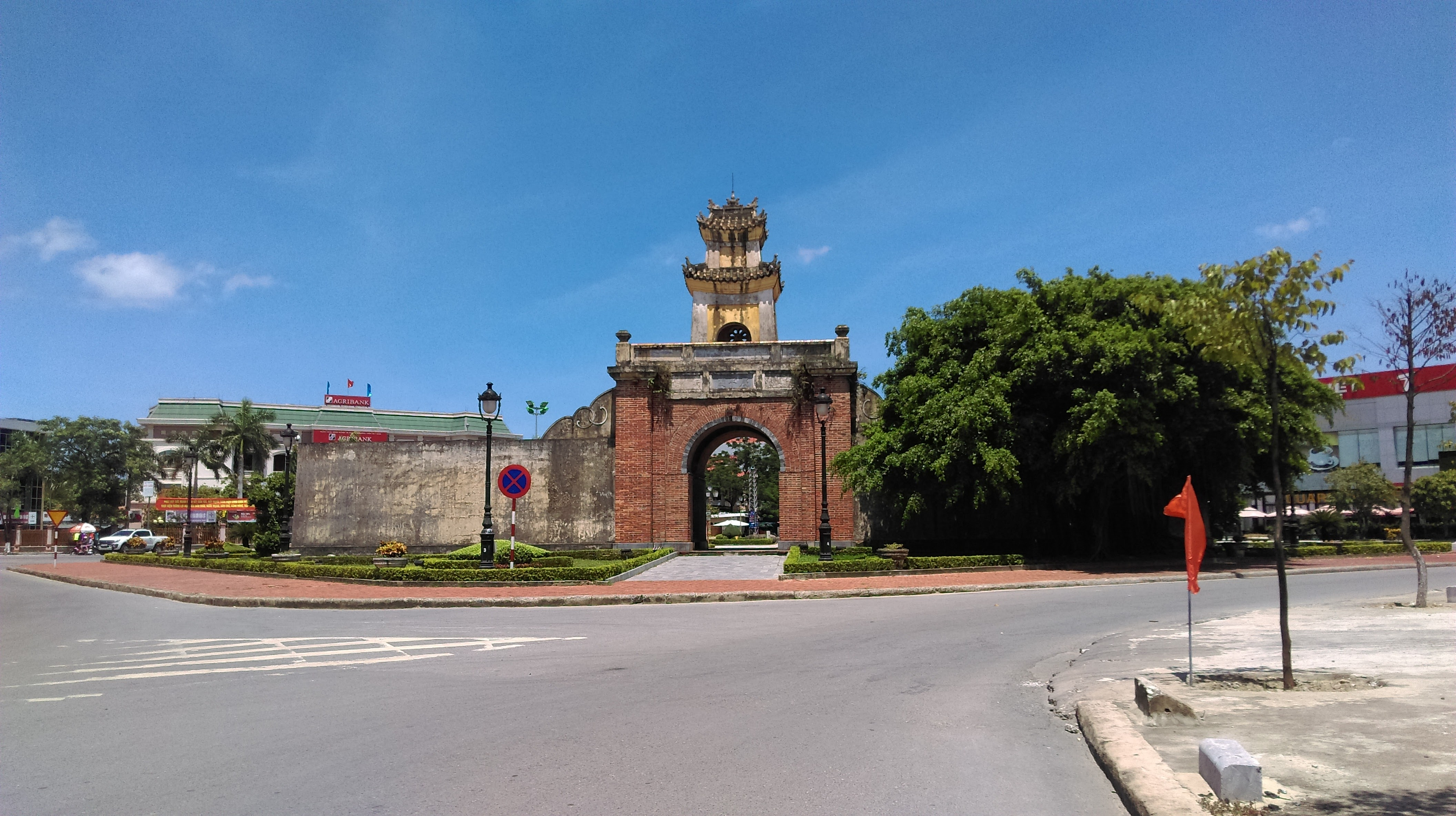
Quảng Bình quan, mặt sau.

Năm 1630, để chống lại với quân chúa Trịnh Đàng Ngoài, Đào Duy Từ đã đề xuất với chúa Nguyễn Phúc Nguyên cho xây dựng hệ thống các đồn luỹ phòng thủ phía Bắc dinh Quảng Bình, về sau được gọi là chung lũy Thầy. Giữ vai trò quan trọng trong hệ thống luỹ Thầy là Quảng Bình quan, một cửa ải quan trọng trấn giữ sông Động Hải, hợp lưu của hai con sông Nhật Lệ và Lệ Kỳ và là "gạch nối" của lũy Đầu Mâu – Nhật Lệ. Muốn đi từ Bắc vào Nam, phải đi qua Quảng Bình quan. Chúa Nguyễn cũng cho đắp một đồn binh nằm ở phía Tây Quảng Bình quan, gọi là đồn Động Hải, đặt theo con sông Định Hải gần đó.
Quảng Bình quan và đồn Động Hải giữ vai trò trọng yếu trên toàn tuyến luỹ Thầy, được coi là yết hầu của cả xứ Đàng Trong. Gần nửa thế kỷ, quân Trịnh có khi huy động đến hàng vạn quân Nam chinh, tuy nhiên, khi tiến đến trọng điểm luỹ Trấn Ninh với Quảng Bình quan và đồng Động Hải đều bị chặn đứng, buộc phải lui về trấn giữ từ Bắc sông Gianh trở ra. Mãi khi Đàng Trong gặp hoạ quyền thần Trương Phúc Loan, năm 1774, quân Trịnh mới thừa cơ vượt qua được Quảng Bình quan, tiến chiếm được Phú Xuân. Quân Trịnh triệt hạ các đồn binh trên luỹ Thầy, nhưng vẫn giữ lại đồn Động Hải để đặt binh phòng giữ. Tháng 6 năm 1786, quân Tây Sơn do Nguyễn Huệ chỉ huy Bắc tiến, đánh tan quân Trịnh ở Phú Xuân, Động Hải, nhanh chóng tiến chiếm Thăng Long, kiểm soát hầu hết lãnh thổ Đại Việt, gồm cả Đàng Trong lẫn Đàng Ngoài.
Sau khi đặt lại vua Lê và rút về Phú Xuân, Nguyễn Huệ đã cho tu sửa, bồi đắp thêm vững chắc lũy Trấn Ninh và đồn Động Hải để phòng bị mặt Bắc Phú Xuân. Đến thời Gia Long, năm 1811, vua cho đắp tu bổ thêm, và lấy làm nơi trị sở của dinh Quảng Bình, từ đó gọi là Thành Quảng Bình.

### Thành Quảng Bình thời Nguyễn

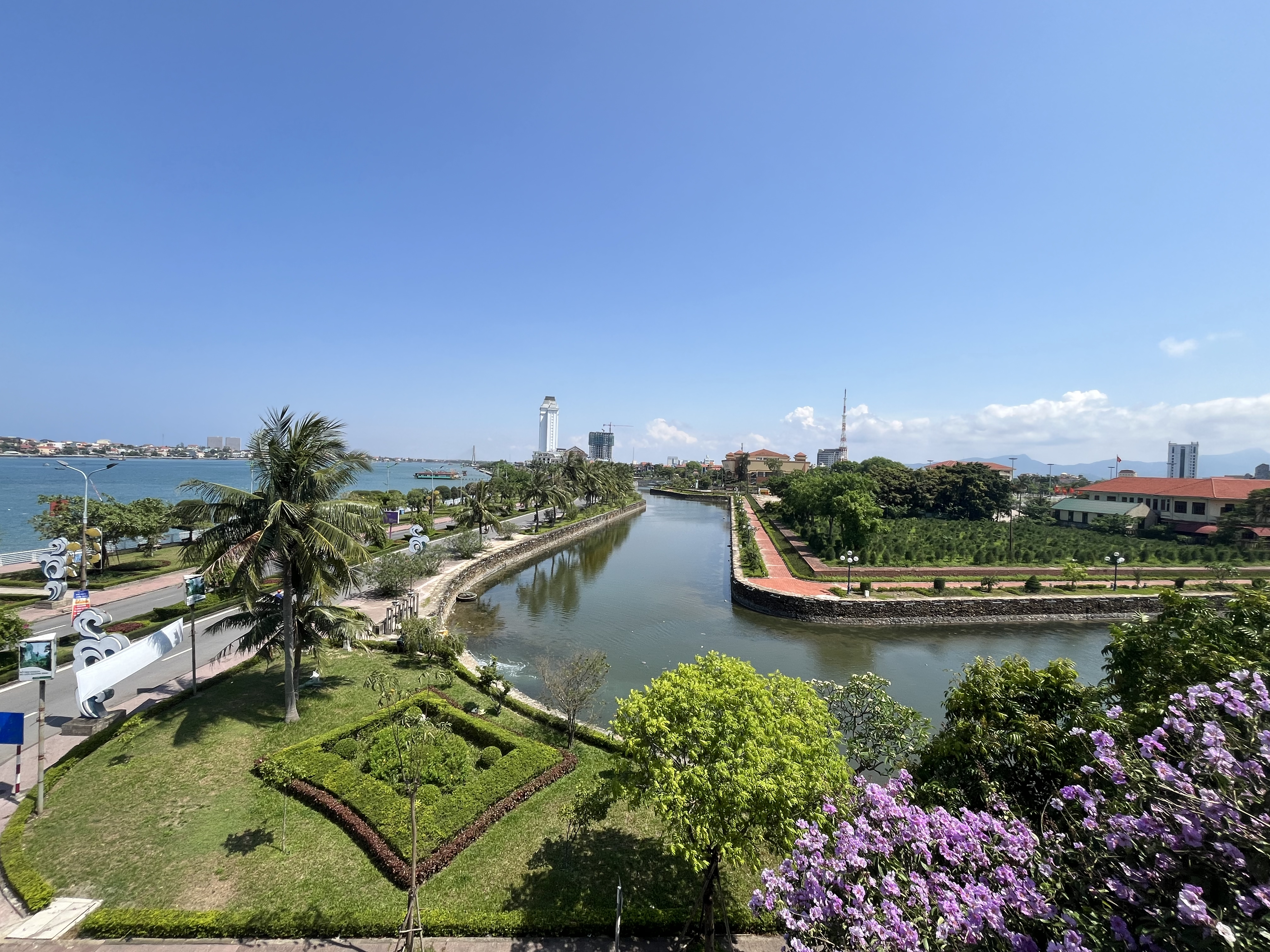
Một góc thành cổ Đồng Hới, nằm bên dòng sông Nhật Lệ

Thành Quảng Bình ban đầu được đắp bằng đất, tọa lạc trên một vùng đất xung yếu trên con đường xuyên Việt, và ở gần biển (cách cửa biển Nhật Lệ khoảng 1.500 m). Đến thời Minh Mạng, năm 1824, thành này đã được xây bằng gạch đá theo kiểu kiến trúc Vauban, với các mũi trái kế đặc trưng của kiến trúc này. Theo sách Đại Nam nhất thống chí, thành có chu vi 469 trượng (1860m), tường cao 1 trượng (4m), chân thành dày 3 trượng 1 thước. Mặt chính của thành quay về hướng Tây. Thành mở ra 3 cửa Bắc – Đông – Nam (trong đó cửa Nam nhìn ra hướng Quảng Bình quan). Trên các cổng thành có vọng canh tám mái. Cổng thành thông ra ngoài bằng chiếc cầu xây bằng gạch cuốn vòm. Hai cổng Bắc- Nam xây chếch nhau để bên ngoài không thấy bố cục bên trong. Ngoài thành cách chân thành khoảng 5-6m là hào rộng 7 trượng (28m). Năm 1842, vua Thiệu Trị ngự giá Bắc tuần Động Hải, đã ra lệnh cho quan Thượng thư Bộ Công và quân dân địa phương tu bổ thành này và các cổng trên hệ thống thành lũy chắc chắn hơn.

### Di tích cổ thành ngày nay
Một phần lớn thành Đồng Hới đã bị phá hỏng trong giai đoạn Pháp thuộc. Phần còn sót lại của thành Đồng Hới lại bị bom đạn của không quân Hoa Kỳ phá hủy cuối thập niên 1960 trong thời kỳ chiến tranh Việt Nam.
Thành Đồng Hới hiện còn lưu giữ nhiều chứng tích của hai cuộc chiến tranh, in dấu ý chí kiên cường của quân và dân Quảng Bình .

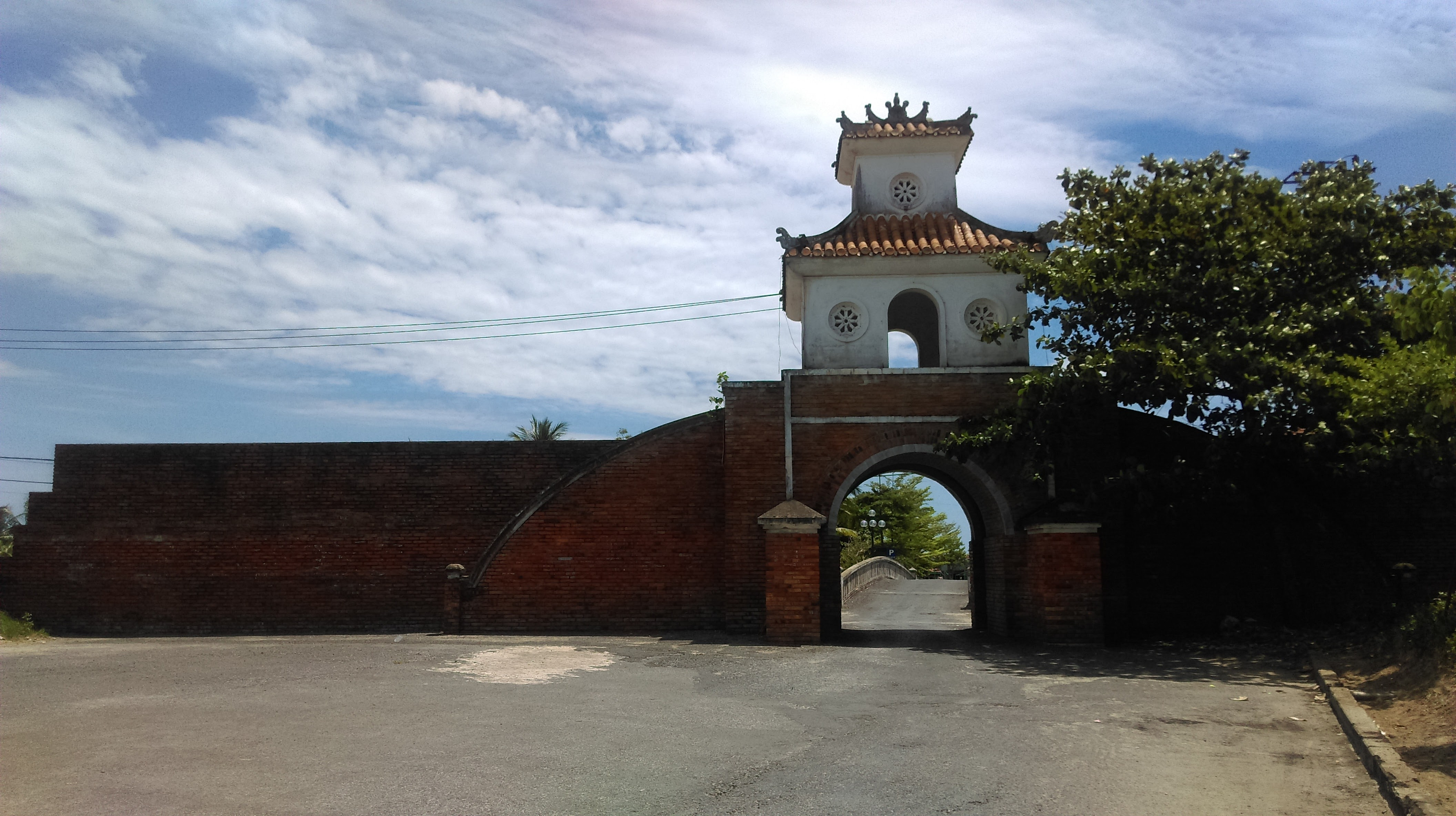
Một đoạn Thành cổ Đồng Hới (cổng phía Đông).

Ngày nay, phế tích của thành Đồng Hới chỉ là Quảng Bình Quan (mới được phục chế nhưng bị dư luận chỉ trích là không giống thành cũ) và một đoạn tường thành nằm bên Quốc lộ 1 đoạn đi qua Đồng Hới. Tháng 8 năm 2005, tỉnh Quảng Bình đã tiến hành phục chế tòa thành này với tổng dự toán 31 tỷ đồng. Thành Đồng Hới là một trong 32 công trình được Bộ Văn hoá Thông tin Việt Nam (nay là Bộ Văn hóa - Thể thao và Du lịch) đưa vào danh mục các dự án văn hóa trọng điểm được đầu tư trong giai đoạn từ năm 2001-2010..